# Bardou (ort)
Bardou är en ort i Guinea.   Den ligger i prefekturen Kissidougou och regionen Faranah Region, i den södra delen av landet, 400 km öster om huvudstaden Conakry. Bardou ligger 541 meter över havet och antalet invånare är 9 767.
Terrängen runt Bardou är platt åt nordväst, men åt sydost är den kuperad. Runt Bardou är det ganska glesbefolkat, med 38 invånare per kvadratkilometer. Det finns inga andra samhällen i närheten. I omgivningarna runt Bardou växer huvudsakligen savannskog.